# Saint-Féliu-d'Amont
Saint-Féliu-d'Amont là một xã trong tỉnh Pyrénées-Orientales, vùng Occitanie phía nam nước Pháp. Xã Saint-Féliu-d'Amont nằm ở khu vực có độ cao trung bình 82 mét trên mực nước biển.